# Гіпотеза симуляції

Мозок у колбі — нейрокомп'ютерний інтерфейс. Використовується у філософії як складова уявного експерименту.

Гіпо́теза симуля́ції (аргумент моделювання, симуляція, гіпотеза моделювання) — філософська гіпотеза, якою передбачається, що наша реальність і навколишній світ є змодельованими якимось імітатором (позаземні цивілізації, суперінтелект, штучний інтелект), а люди не можуть у повній мірі усвідомлювати, що вони живуть усередині цієї імітації.

## Історія гіпотези симуляції
Думка про існування в нереальному світі хвилювала людей з античних часів. Найвідомішими мислителями, що звернули увагу на ці питання, стали Чжуан-цзи та Декарт, які сформулювали гіпотезу сну — «Реальність і Сон не помітні», тобто перебуваючи вві сні, не завжди можна визначити сон це чи дійсність.

## Обґрунтування гіпотези симуляції
1998 року Ганс Моравек (робототехніка в CMU) сформулював «гіпотезу симуляції», а пізніше Нік Бостром доповнив, що «технологічно зріла, постлюдська цивілізація буде мати величезну обчислювальну потужність». На підставі цього емпіричного факту, аргумент моделювання показує, що принаймні одне з наступних положень правдиве:
1. Цілком можливо, що як біологічний вид людство почне зникати з лиця землі, не досягнувши «постлюдської» стадії.
2. Дуже малоймовірно, що постлюдська цивілізація запустить велику кількість симуляцій (моделей), які імітуватимуть її еволюційну історію (або, відповідно, варіантів цієї історії).
3. Ми найвірогідніше живемо в комп'ютерній симуляції.

Якщо (1) правдиве, то ми майже напевно вимремо до досягнення постлюдства. Якщо правдиве (2), то повинна існувати сильна збіжність між ходом подій розвинених цивілізацій, тому фактично в жодній з них нема відносно багатої особи, яка бажала б запустити цю програму.

## Згадки
Вигадана технологія штучної реальності частково абоправдивеом згадується в науково-фантастичних фільмах «Зоряний шлях», «Темне місто», «Тринадцятий поверх», «Матриця (фільм)», тощо.